# Dinu C. Giurescu
Dinu C. Giurescu (Bucarest, 15 de febrero de 1927 – Bucarest, 24 de abril de 2018) fue un político e historiador polaco.

## Biografía
Giurescu era hijo del historiador Constantin C. Giurescu. Después de estudiar en el Colegio Nacional Saint Sava, se graduó en historia en la Universidad de Bucarest en 1950 y el doctorado en la misma universidad en 1968. Ese mismo año se convirtió en profesor de la Universidad Nacional de las Artes de Bucarest, donde dio clases hasta 1987.
Giurescu emigró a los Estados Unidos en 1988, donde publicó The Razing of Romania's Past, un análisis de la política del régimen de Nicolae Ceaușescu hacia el patrimonio arquitectónico del país. Volvió de su exilio en 1990, con lo cual se convirtió en miembro de la Academia de Historia de Rumanía, y titular en 2001. De 1990 a 2011 fue profesor de Historia en la Universidad de Bucarest. En 2012, fue elegido miembro de la Cámara de Diputados por un escaño de Bucarest, en representación del Partido Conservador. Murió de un infarto de miocardio en su casa en Bucarest en 2018.

## Publicaciones
1. ↑  «A murit academicianul Dinu C. Giurescu». Historia.
2. ↑  Sorin Antohi, Balázs Trencsényi, Péter Apor (eds.), Narratives Unbound: Historical Studies in Post-Communist Eastern Europe, p. 356. Central European University Press, 2007, ISBN 9637326855
3. ↑  «Curriculum vitae». Cámara de Diputados. 31 de julio de 2013.
4. ↑  «Membrii Academiei Române din 1866 până în prezent». Academia Rumana de Historia. 31 de julio de 2013.
5. ↑  «2012- profile». Cámara de Diputados. 31 de julio de 2013.